# Burg Linsingen
Die Burg Linsingen ist eine abgegangene Burganlage in dem kleinen Dorf Linsingen, einem Ortsteil von Frielendorf im nordhessischen Schwalm-Eder-Kreis.
Die Burg, Stammsitz des Uradelsgeschlechts derer von Linsingen, stand vermutlich auf 274 m Höhe auf einer spornartigen Geländestufe an der Stelle der heutigen Dorfkirche. Da das Gelände dort sumpfig war – es wird heute von vier kleinen Bächen entwässert – handelte es sich wohl um eine Wasserburg. Sie wurde bereits im 12. Jahrhundert aufgegeben, vermutlich als die Linsinger ihre neue, zweite Stammburg, die Burg Jesberg erbauten. Ob die Burg in Linsingen gewaltsam zerstört wurde oder nach ihrer Aufgabe verfiel, ist nicht bekannt; von ihr sind heute keine sichtbaren Baureste mehr erhalten.